# Fang Xiu Ying: Mrs. Fang
Fang Xiu Ying: Mrs. Fang (Originaltitel: chinesisch 方绣英, Pinyin Fang Xiu Ying, englischsprachiger Festivaltitel: Mrs. Fang) ist ein Dokumentarfilm von Wang Bing aus dem Jahr 2017. Die französisch-chinesisch-deutsche Koproduktion begleitet das Sterben einer an Alzheimer erkrankten Frau. Der Film setzt zuerst im Jahr 2015 ein, um dann 2016 die letzten zehn Tage ihres Lebens zu dokumentieren.
Der Film wurde am 7. Juni 2017 im Rahmen der Kunstausstellung documenta 14 in Kassel uraufgeführt. Im selben Jahr erhielt Wangs Regiearbeit den Hauptpreis des Filmfestivals von Locarno.

## Handlung
Der Film folgt der 67-jährigen chinesischen Bäuerin Fang Xiu Ying (Mrs. Fang, alternative Schreibweise: „Fang Xiuying“). Geboren 1948 in Huzhou (Fujian), hat sie die letzten acht Jahre ihres Lebens unter der Alzheimer-Krankheit gelitten. Im Jahr 2015 sind die Krankheitssymptome so weit fortgeschritten, dass ihre Behandlung in einem Pflegeheim als aussichtslos angesehen wird. Im Juni 2016 wird die Behandlung abgebrochen und Frau Fang kehrt zum Sterben in ihren kleinen Heimatort am Flussufer in der südöstlichen Provinz Zhejiang zurück. Neben der unbeweglich, mit weit geöffnetem Mund auf ihrem Sterbebett liegenden Frau Fang blickt der Film auch auf ihre Verwandten und Nachbarn, die sich von ihr verabschieden wollen.

## Entstehungsgeschichte
Fang Xiu Ying: Mrs. Fang ist die 13. Regiearbeit Wang Bings, der als einer der bedeutendsten chinesischen Filmemacher gilt. Als Hauptambition bei seinen Dokumentarfilmen gibt er an, die „Wahrheit des Lebens“ reflektieren zu wollen, „die Wahrheit hinter der Realität zu finden“. Aufgrund der strengen Filmzensur in seinem Heimatland, die es schwierig macht, unabhängige Filme zu finanzieren, sowie der hohen Kosten beim Dreh von Spielfilmen, konzentriert sich Wang auf die Realisierung von Dokumentarfilmen. Diese garantieren ihm eigenen Angaben zufolge größere Freiheit beim Dreh. Er porträtiert überwiegend gewöhnliche Menschen: „Ihr Leben ist kein Grund zur Besorgnis seitens der traditionellen chinesischen Gesellschaft: Sie leben wie Ameisen in jeder Ecke der Gesellschaft, aber wir bekommen niemals ihre Stimmen zu hören“, so Wang.
Wang reiste 2014 von der Provinz Yunnan ins Küstengebiet der Provinz Zhejiang, wo er zunächst Frau Fangs Tochter, Zhen Xiaoying, kennenlernte. Diese lud ihn 2015 als Gast ins Haus ihrer Mutter ein: „[...] als ich ihre Mutter sah, bewegte mich ihre Erscheinung sehr. Danach nahm ich die Kamera und filmte ein Porträt von ihr“, so Wang. Daraufhin plante er, einen Dokumentarfilm über Frau Fang zu drehen. Als Wang 2016 davon erfuhr, dass sich ihr Gesundheitszustand verschlechtert hatte, reiste er in Eile zu Frau Fang, um sie bis zu ihrem Tod filmisch zu begleiten. Er verwendete für die Dreharbeiten eine handliche Fotokamera: „Ich arbeite immer digital, nie mit echtem Film. Mrs. Fang habe ich mit einem hervorragenden Objektiv gedreht, der Linse einer echten Filmkamera.“ Gefragt, warum die Menschen, die er begleitet, die Kamera akzeptieren, gab Wang an, das er nie darüber nachdenke und diesen Umstand auch nie für ein Problem hält: „Ich nehme die Kamera und dann fange ich einfach an. Es geht ja genau darum, so nah an die Situation heranzukommen wie möglich.“
Ursprünglich hatte Wang geplant, im Film nur Frau Fang, ihre Familie und Nachbarn auftreten zu lassen – da Frau Fang nicht mehr sprechen konnte, war es für den Regisseur unvermeidlich, ihre Verwandten und Nachbarn zu filmen. Als er Frau Fangs Dorf erreichte, entschied er sich, auch das alltägliche Leben in der Umgebung filmisch einzufangen, darunter auch Szenen der lokalen Fischer bei ihrer nächtlichen Arbeit, die er mit Bildern der Beerdigung zusammenschnitt. „In einem solchen Dorf leben praktisch nur noch Alte, die Jungen haben den Ort verlassen [...] Sie suchen nach einem besseren Leben in der Stadt. [...]“, so Wang über die Landflucht. Auch wenn in der Provinz Zhejiang die chinesische Wirtschaft entwickelt sei, seien viele Ländereien aufgegeben. Die Region voller Seen und Flüsse drohe, „steril“ zu werden. „Angesichts der ökonomischen Entwicklung in China ist auch der Druck gestiegen, den die Leute aushalten müssen. Es gibt viel Wettbewerb, aber weil das System selbst im Prinzip instabil ist, bietet es für niemanden eine Garantie. [...] Die Familie verspricht Gleichgewicht, besonders in Zeiten, in denen draussen das Chaos herrscht“, so Wang.

## Rezeption
Die Uraufführung von Fang Xiu Ying: Mrs. Fang fand am 7. Juni 2017 im Gloria-Kino in Kassel im Rahmen der documenta 14 statt, an der Wang Bing teilnahm. Die Kunstausstellung widmete ihm auch eine Retrospektive mit allen seinen vorangegangenen Dokumentarfilmen.
Die internationale Premiere erfolgte am 9. August 2017 auf dem 70. Locarno Festival, wo der Film in den Internationalen Wettbewerb (Concorso internazionale) eingeladen worden war. Pascal Blum (Tages-Anzeiger) rezensierte den Film als „behutsame Sterbebeobachtung“ über „ein Stück chinesischen Alltags“, die trotz „aller Zartheit des Blicks“ nicht alle Zuschauer ausgehalten hätten. „Es sind gar nicht unbedingt die Benachteiligten und Verfolgten, die sein [Wangs] Kino bevölkern, im Grunde sind es eher die normal Verlassenen und Verirrten. Seine Dokumentarfilme führen uns auf die Rückseite der Glücks- und Besitzversprechen des gelenkten chinesischen Megakapitalismus. «Mrs. Fang» spielt auf einem ländlichen Flecken, wo den Zurückgebliebenen ausser Sterben nicht mehr allzu viel bleibt“, so Blum. Er verwies auf die Abwesenheit von Jugendlichen im Film sowie die im Vergleich zu früheren Werken kurze Laufzeit von 90 Minuten und die verwendeten billigen digitalen Mittel, womit es für Wang trotz der Auszeichnung mühsam bleibe, zukünftige Dokumentarfilme zu finanzieren.
Auch Dominik Kamalzadeh (Der Standard) bemerkte die kurze Laufzeit des Films, den er als „intime Studie“ pries. „Bing geht es weniger um ihr Leiden, für das weder Kamera noch Inszenierung eindeutige Symptome suchen, als um den Akt des Sterbens an sich, der hier, anders als in westlichen Ländern üblich, halböffentlich ausgetragen wird.“, so Kamalzadeh. Die Szenen am Sterbebett könnte von manchem Zuschauer „als Mangel an Empathie“ empfunden werden. Kamalzadeh verteidigte sie jedoch: „Der Tod ist hier auf beiläufige Weise gegenwärtig“.
Lukas Foerster (die tageszeitung) sah einen eindringlichen Film, der „völlig zu Recht“ den Hauptpreis erhalten habe und fragte sich, warum die Darstellung von Mrs. Fang am Sterbebett „nicht für einen Moment obszön oder auch nur aufdringlich“ wirke. Als eine mögliche Antwort sah er die Berücksichtigung der „sozialen Bedingungen des Sterbens“, indem Wang auch die Verwandten von Mrs. Fang mit einbezog und deren Alltag dokumentierte.
Eine OmU-Fernsehausstrahlung unter dem Titel Mrs. Fang durch den deutsch-französischen Sender Arte erfolgte am 13. November 2017 im Nachtprogramm. Ende November 2017 wurde der Film im Rahmen des Berliner Independent Filmfestivals Around the World in 14 Films im Kino gezeigt.

## Auszeichnungen
Fang Xiu Ying: Mrs. Fang nahm 2017 unter dem Titel Mrs. Fang am Internationalen Wettbewerb des 70. Locarno Festivals teil, wo die Produktion unter Jurypräsident Olivier Assayas mit dem Goldenen Leoparden ausgezeichnet wurde. Es war die erste namhafte Auszeichnung für Wang Bing, der die Prämierung als Start für zukünftige Projekte betrachtete.